# Racing Club de Montevideo
Racing Club de Montevideo – urugwajski klub piłkarski założony 6 kwietnia 1919, z siedzibą w mieście Montevideo w dzielnicy Sayago.

## Historia
Klub założony został 6 kwietnia 1919. W 1920 klub przystąpił do rozgrywek organizowanych przez narodową federację piłkarską AUF. W 1932 Racing był jednym z założycieli ligi zawodowej, jednak obecnie gra w drugiej lidze urugwajskiej Segunda división uruguaya. Jak dotąd Racing ostatni raz grał w pierwszej lidze urugwajskiej Primera División Uruguaya w 2019.
- Sezony w pierwszej lidze (45): 1924, 1925, 1926, 1927, 1928, 1930, 1931, 1932, 1933, 1934, 1935, 1936, 1937, 1938, 1939, 1940, 1941, 1942, 1943, 1944, 1956, 1957, 1959, 1960, 1961, 1962, 1963, 1964, 1965, 1966, 1967, 1968, 1969, 1970, 1971, 1975, 1990, 1991, 1992, 1993, 1997, 2000, 2001, 2002, 2008/09

## Osiągnięcia
- Mistrz drugiej ligi urugwajskiej (Segunda división uruguaya) (7): 1923, 1929, 1955, 1958, 1974, 1989, 2007/08